# Sandro Botticelli
Alessandro di Mariano di Vanni Filipepi ou Sandro Botticelli (Florença, 1º de março de 1445 – 17 de maio de 1510), foi um pintor italiano. Assim como um de seus irmãos, havia sido apelidado de "botticelli", que significa em italiano "pequeno tonel", o epíteto substitui o "es panucam" sobrenome de família, passando a identificar o futuro pintor. Aprendiz no ateliê de Filippo Lippi, estudou na Escola Florentina do Renascimento e igualmente receptivo às aquisições introduzidas por Masaccio na pintura do Quatrocento e às tendências do Gótico tardio, seguiu os preceitos da perspectiva central e estudou as esculturas da Antiguidade, evoluindo posteriormente para a acentuação das formas decorativas e da atenção dispensada à harmonia linear do traçado e ao vigor e pureza do colorido. Suas obras tardias revelariam ainda um expressionismo trágico, de agitação visionária, fruto certamente da pregação de Savonarola. Sandro Botticelli usava todas as cores, dando destaque às cores frias.
Foi ainda destacado retratista e seu talento excepcional de transpor para a linguagem formal as concepções de seus clientes tornou-o um dos pintores mais disputados de seu tempo. Sua reputação, alvo de um curto reavivar de interesse no século XVI, logo esvaiu-se, e somente com o reaparecimento de uma crescente curiosidade pelo Renascimento, registrada no século XIX, e, em particular, pela interpretação filosófica de suas obras, é que sua arte volta a adquirir o êxito e a fama que mantém até hoje.

## Biografia
Nasceu no dia 1 de março de 1445 e faleceu no dia 17 de maio de 1510. Filho de um curtidor de peles. Na adolescência trabalhou na casa de um ourives, possivelmente, na oficina de Filippo Lippi, a quem teria ajudado nas decorações da Catedral de Prata.
Protegido dos Médici, para os quais executou preciosos registros da pintura de cunho mitológico, foi bem relacionado no círculo florentino, trabalhando também para o Vaticano, produzindo afrescos para a Capela Sistina.
Botticelli foi sepultado na Igreja de Todos-os-Santos, para a qual pintara, trinta anos antes, a Êxtase de Santo Agostinho.

### Juventude
Nascido em Florença, no popular rione (bairro) de Ognissanti (Todos-os-Santos), aprendeu inicialmente ourivesaria com seu irmão e depois foi aprendiz de Fra Filippo Lippi, e com ele aprendeu a arte de Masaccio. Também estudou com Andrea del Verrocchio, entre 1467 e 1470, na mesma época em que com ele estudava Leonardo da Vinci. Em 1470, aos vinte e cinco anos, abriu seu próprio ateliê. Nesse ano, foi encarregado de pintar o quadro A Coragem, que seria colocado no Tribunal do Palácio do Mercado.

### Maturidade e vida tardia

O Nascimento de Vênus. Têmpera sobre tela, Galleria degli Uffizi, Florença

Em 1481, esteve em Roma, para participar dos trabalhos na Capela Sistina, onde pintou os afrescos As Provações de Moisés, O Castigo dos Rebeldes e A Tentação de Cristo. Em 1505, fez parte do Comitê Florentino, organizado para decidir onde seria colocado o Davi de Michelangelo. Na temática religiosa destacam-se também São Sebastião (1473) e um afresco sobre Santo Agostinho. Na década de 1490, quando os Médici foram expulsos de Florença, Botticelli passou por uma crise religiosa e tornou-se discípulo do monge beneditino Girolamo Savonarola, que pregava a austeridade e a reforma, mas Botticelli jamais deixou Florença. Nessa nova fase destacam-se: A Natividade Mística (década de 1490), e A Crucificação Mística (c. 1496). Todos expressam intensa devoção religiosa e representam certo retrocesso no desenvolvimento de seu estilo.
Faleceu em 17 de maio de 1510. Está sepultado na Abbazia Di Ognissanti em Florença.

## Principais obras

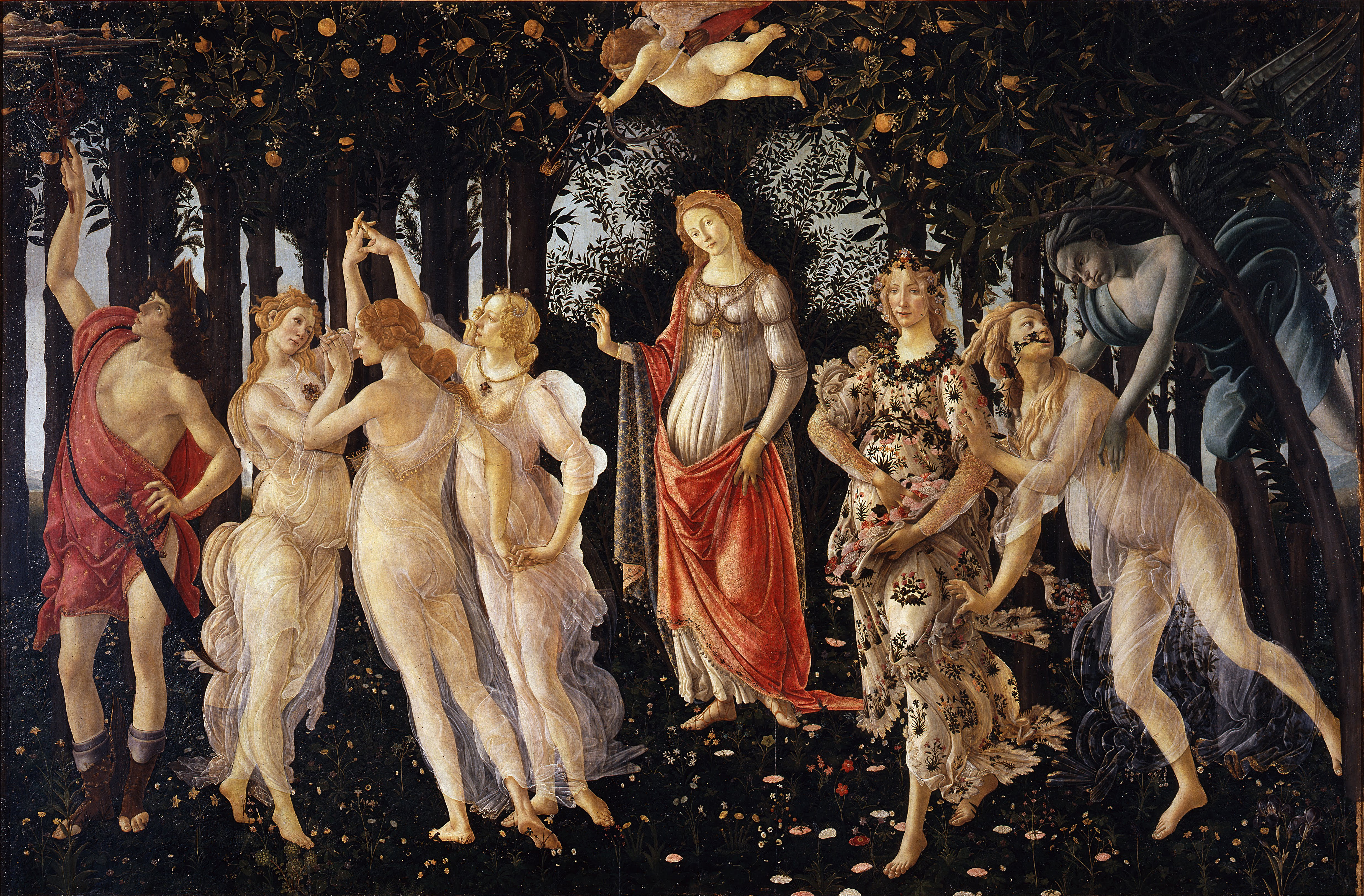
A Primavera

Dedicou boa parte da carreira às grandes famílias florentinas, especialmente a Família Médici, para os quais pintou retratos. Entre tais obras, destacam-se Retrato de Giuliano de Medici e A adoração dos Magos. O último rendeu-lhe a atenção da Família Médici, que o colocou sob sua proteção e patronato. A sua relação com a Família Médici foi, sem dúvida, útil para que obtivesse proteção e condições para produzir várias de suas obras-primas.
Participou dos círculos intelectual e artístico da corte de Lourenço de Médici, recebendo a influência do neoplatonismo cristão lá presente, o qual pretendeu conciliar com as ideias clássicas. Por exemplo, a sua obra Minerva e o Centauro, parece representar a ideia do amor desenvolvida pelo filósofo neoplatônico Marsilio Ficino. Tal síntese expressa-se em A Primavera e O Nascimento de Vênus, ambas realizadas sob encomenda para enfeitar uma residência dos Médici e que hoje estão expostas na Galeria Uffizi, em Florença, na Itália. Até hoje não há consenso na interpretação dessas pinturas, embora creia-se que Vênus pode ser vista como fonte do amor divino, tanto do ponto de vista cristão quanto pagão. Assim como o batismo é o "Renascer em Deus", o nascimento de Vênus remete a esperança do "renascimento". Para A Primavera foi provavelmente buscar inspiração nas odes de Poliziano, nos Faustos de Ovídio e na poesia filosófica De rerum natura deLucrécio.
Nesta linha pagã, destacam-se também a série de quatro quadros Nastagio Degli Onesti, produzidos em 1483, nos quais o artista recria uma das histórias do Decameron, de Boccaccio. Também pintou diversos quadros de temática religiosa, como A Virgem Escrevendo O Magnificat (1485); A Virgem de Granada (1487) e A Coroação da Virgem (1490), todas expostas na Galeria Uffizi, e Virgem com o Menino e Dois Santos (1485), exposta nos Museus Estatais de Berlim (Staatliche Museen). Em 1472 ingressou na Companhia de São Lucas, uma fraternidade dedicada à caridade gerida por artistas. No ano seguinte, Botticelli foi chamado a Pisa, para pintar um fresco na catedral da cidade (essa obra foi perdida pelo desgaste do tempo).

## Galeria

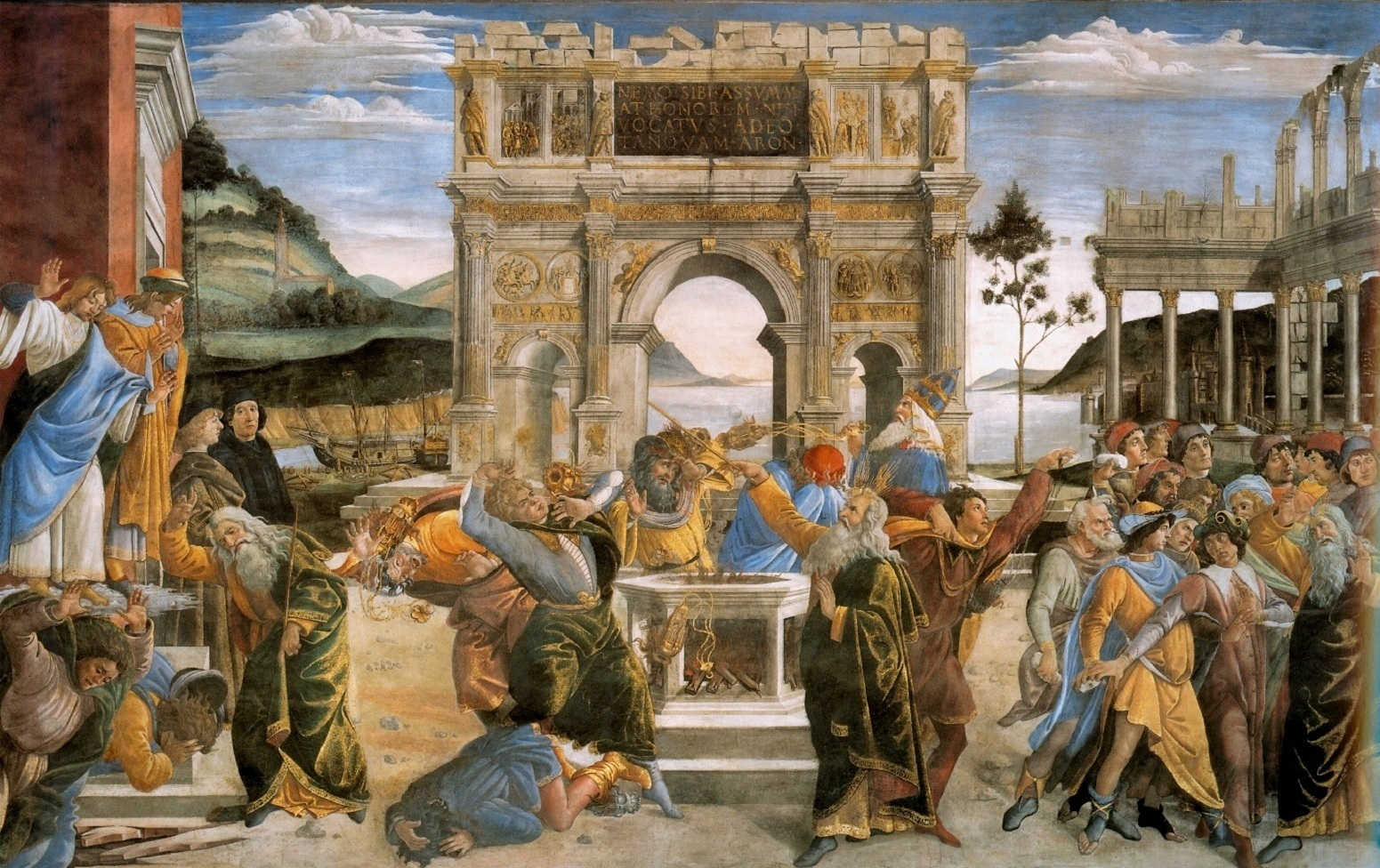
O Castigo dos Rebeldes, Capela Sistina, Vaticano
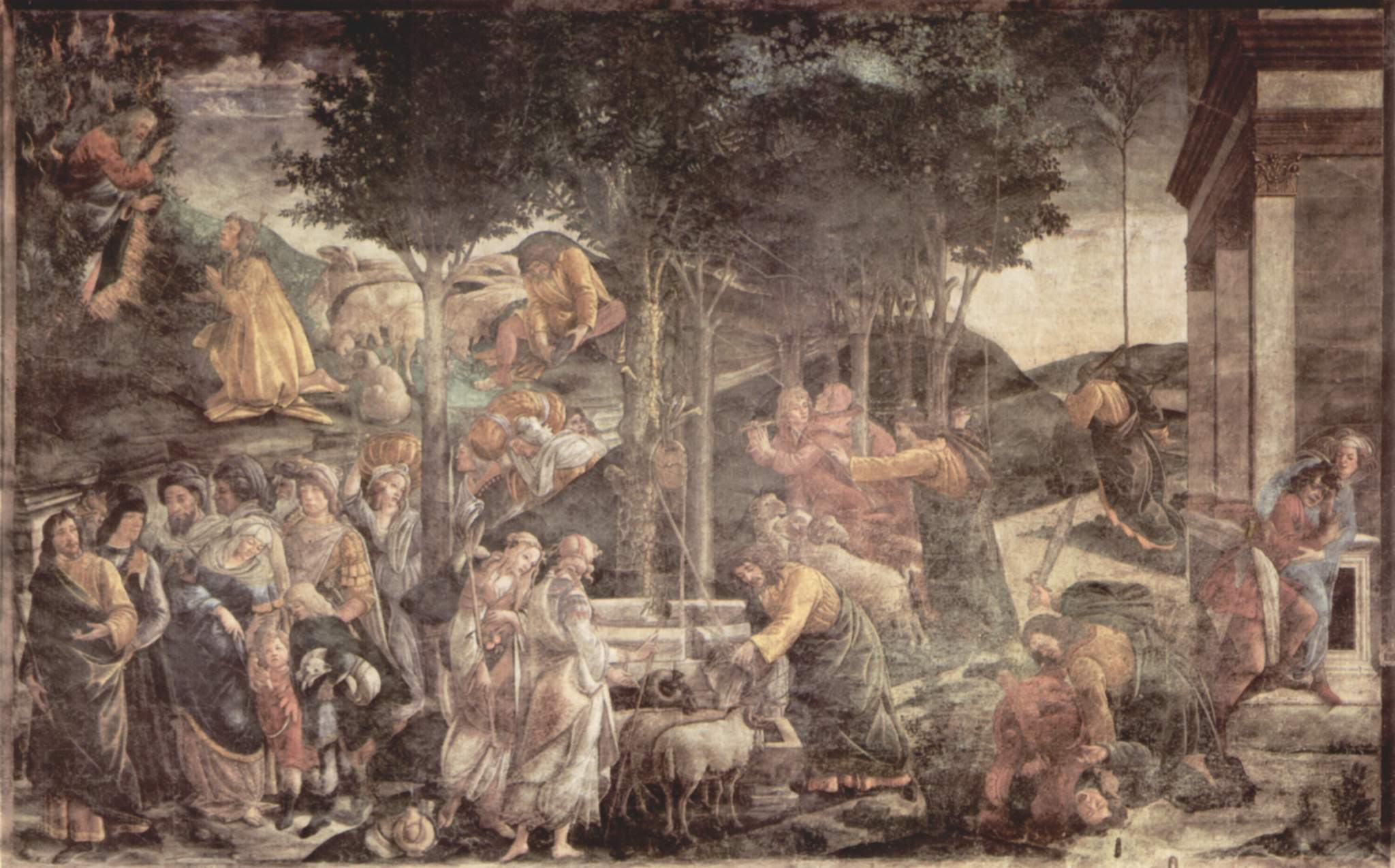
As Provações de Moisés, Capela Sistina, Vaticano
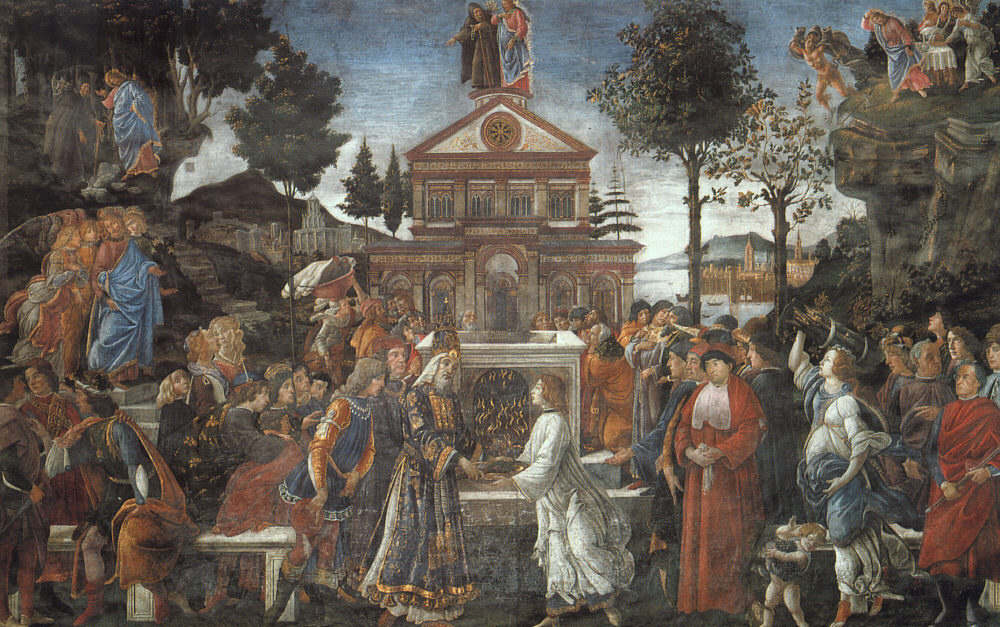
A Tentação de Cristo, Capela Sistina, Vaticano
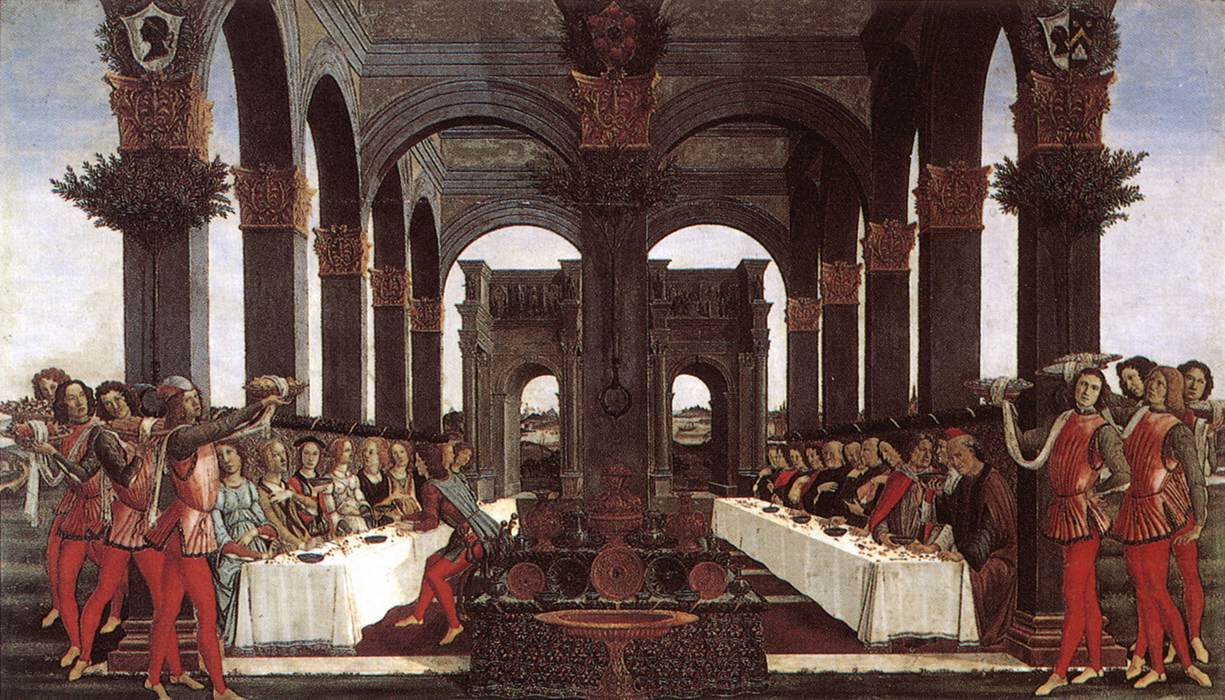
Nastagio Degli Onest, O Banquete de Casamento, Museu do Prado, Madrid
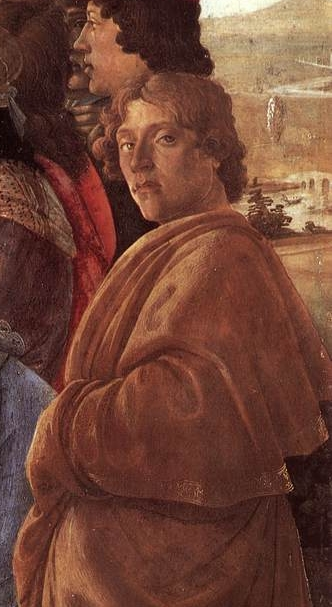
Botticelli (Autorretrato), detalhe da obra Adoração dos Magos, Galleria degli Uffizi, Florença
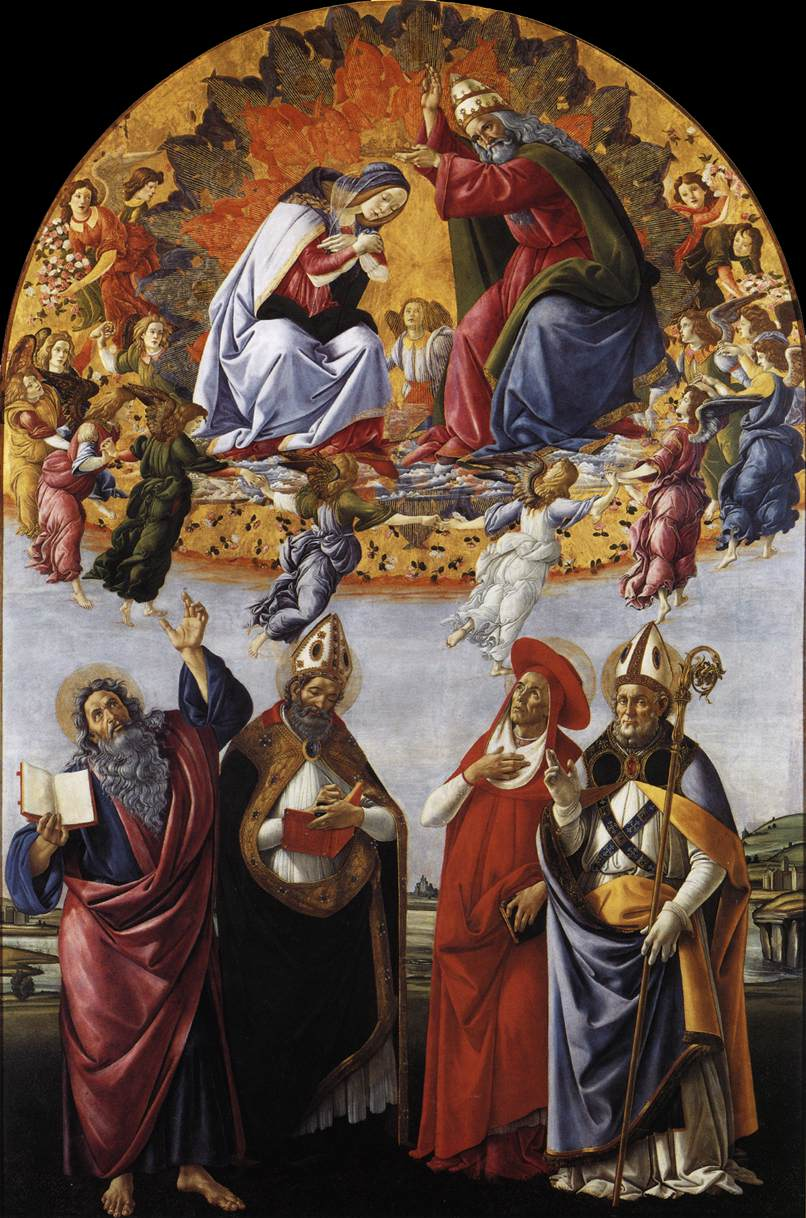
A Coroação da Virgem, Galleria degli Uffizi, Florença
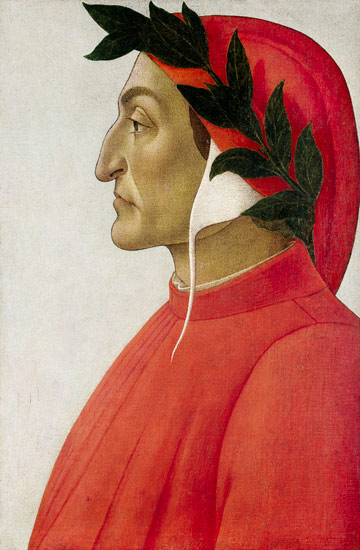
Retrato de Dante Alighieri
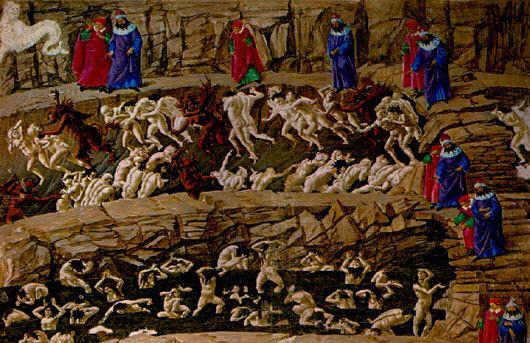
O Inferno de Dante
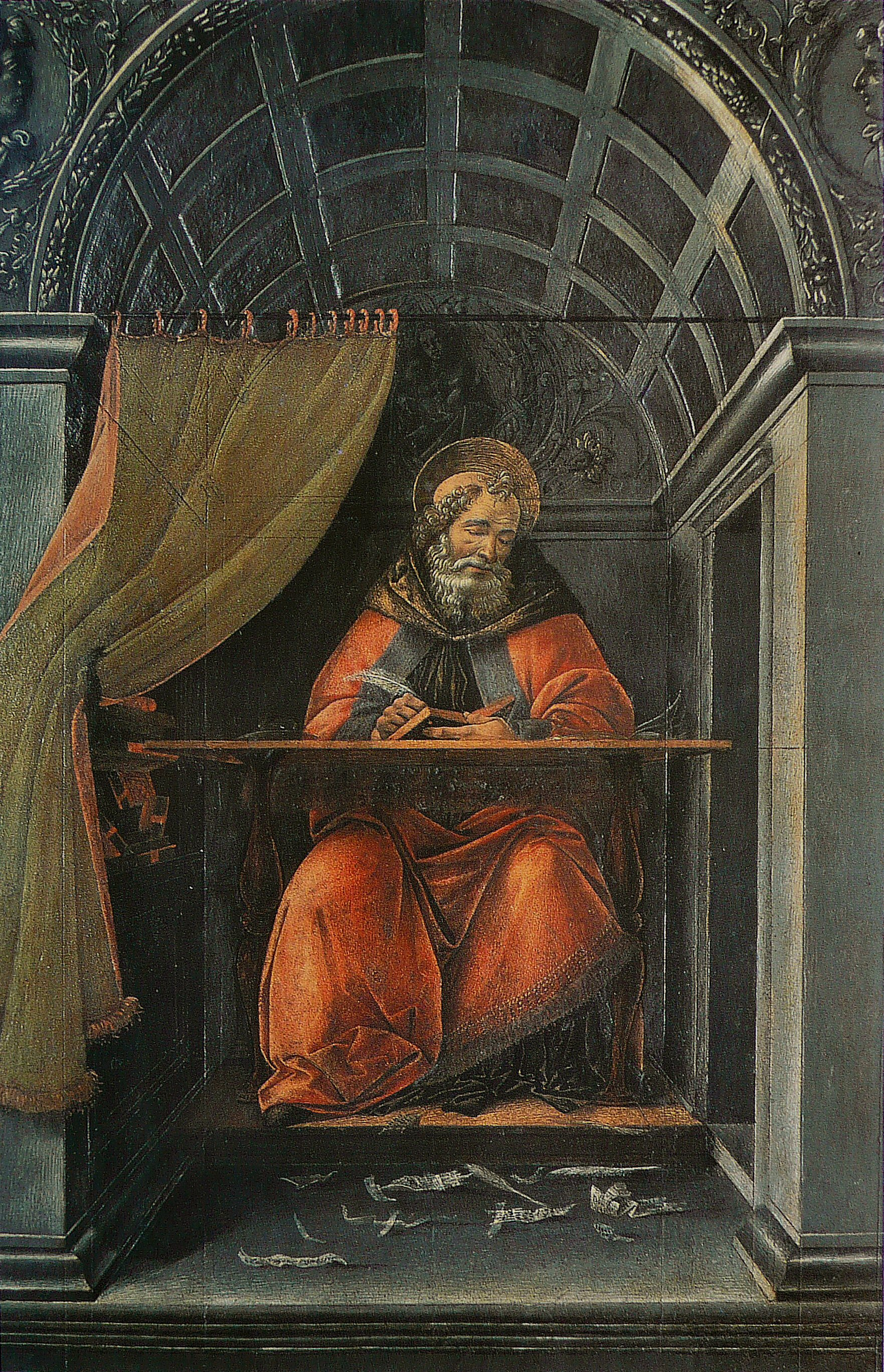
Santo Agostinho no Quarto, Galleria degli Uffizi, Florença
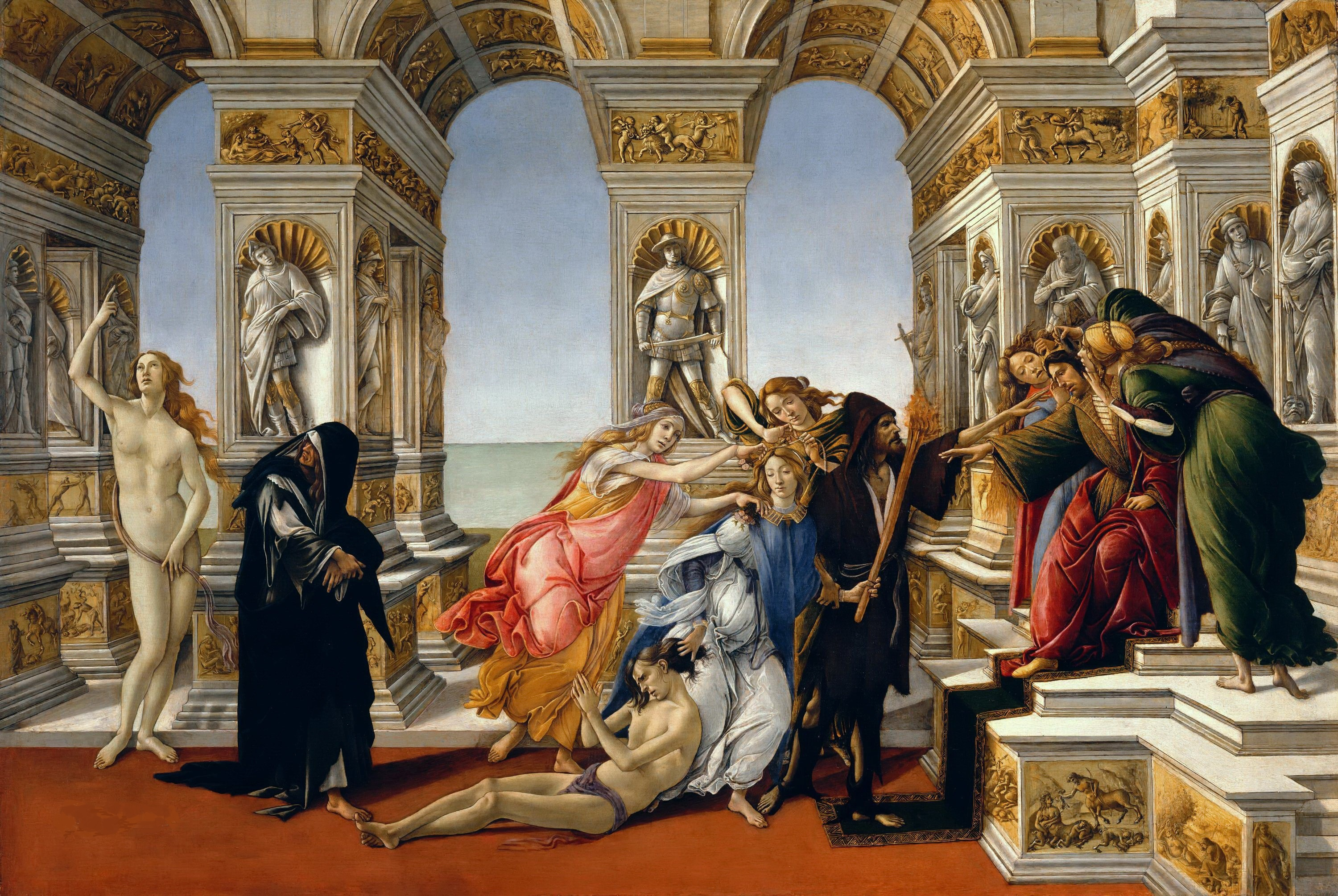
A Calúnia de Apeles, Galeria Uffizi, Florença
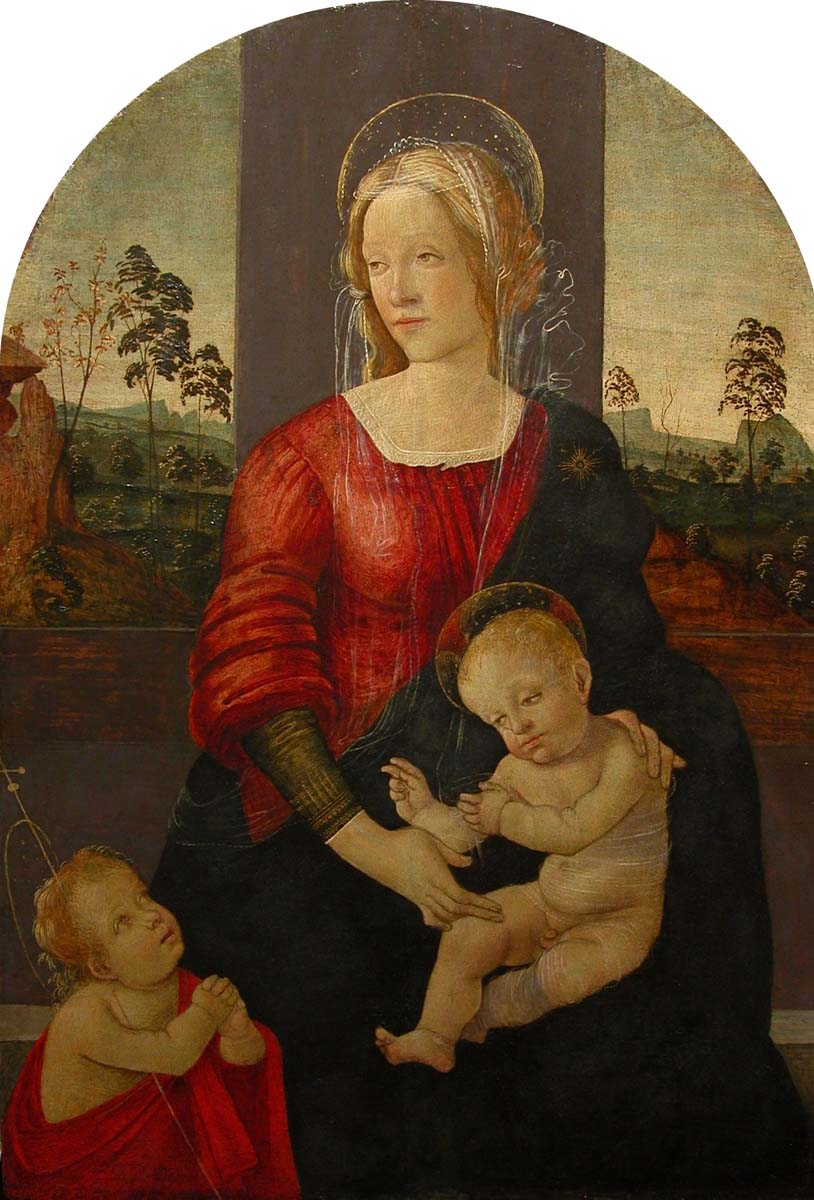
Madona com menino e São João Batista (século XV), Casa Museu Eva Klabin, Rio de Janeiro

## Leilões
- A obra "Madonna e o Menino com o jovem Saint-Jean Baptiste" foi vendida em 2013 por um pouco mais de 10 milhões de dólares.
- A pintura "Retrato de jovem a segurar um medalhão" foi vendida por 92 milhões de dólares, num leilão realizado em 28 de janeiro de 2021 pela Sotheby's em Nova Iorque.[7]
- A obra "Cristo como homem de dores" foi vendida por 45,41 milhões de dólares em janeiro de 2022. Na sua última venda em leilão, em 1963, tinha sido adquirida por 10 000 libras.[8]